# McLean Park
McLean Park Stadium – stadion znajdujący się w Napier w Nowej Zelandii służący do rozgrywania meczów krykieta i rugby zarówno na poziomie krajowym, jak i międzynarodowym. Obiekt posiada cztery kryte trybuny na 9700 widzów oraz nasyp ziemny o pojemności około 10 000 osób. Oficjalnie na meczach Pucharu Świata w Rugby 2011 mogło przebywać 15 000 osób.

## Historia
Stadion został zbudowany w 1911 roku z inicjatywy lokalnej społeczności, która utworzyła stowarzyszenie na rzecz zakupu gruntu i utworzenia obiektu dla potrzeb publicznej rekreacji. Obiekt został nazwany na cześć miejscowego posiadacza ziemskiego i członka parlamentu Sir Donalda McLeana, którego syn Douglas ofiarował dziesięć akrów ziemi w celu upamiętnienia ojca. Początkowo posiadał jedną odkrytą trybunę o pojemności 1000 osób. W toku późniejszych modernizacji, z których ostatnia odbyła się w latach 2008–2009, stadion uzyskał nowe kryte trybuny oraz oświetlenie do rozgrywania wieczornych meczów w związku z planowanymi do rozegrania na tym obiekcie meczami Pucharu Świata w Rugby 2011 oraz Pucharu Świata w Krykiecie 2015.

## Krykiet
Stadion jest przystosowany do rozgrywania meczów międzypaństwowych o najwyższej randze, zarówno meczów testowych, jak i ODI. Jakość boiska została uznana przez międzynarodowych graczy w 2009 r. za najlepszą w Nowej Zelandii.

## Rugby union
Na co dzień obiekt użytkuje miejscowa drużyna Hawke’s Bay Magpies, a okazjonalnie w rozgrywkach Super Rugby występują tam drużyny Hurricanes i Crusaders (Super Rugby).
Na stadionie odbył się jeden mecz inauguracyjnego Pucharu Świata w Rugby 1987. Stadion był również areną Pucharu Świata 2011, gdzie zostały rozegrane dwa mecze.